# Liga dos Campeões da CAF de 2003
A Liga dos Campeões da CAF de 2003 foi a 39ª edição da competição anual internacional de futebol de clubes realizada na região da CAF (África). O Enyimba, da Nigeria, venceu a final e tornou-se pela primeira  vez campeão da Africa e o unico clube nigeriano ate o momento.

## Clubes classificadas
| Pais                           | Equipe                   |
| ------------------------------ | ------------------------ |
| África do Sul                  | - Santos                 |
| Angola                         | - ASA                    |
| Argélia                        | - USM Alger              |
| Benim                          | - Dragons de l'Ouémé     |
| Burquina Fasso                 | - ASFA Yennenga          |
| Burundi                        | - Muzinga                |
| Botswana                       | - Botswana Defence Force |
| Costa do Marfim                | - ASEC Mimosas           |
| Camarões                       | - Canon Yaoundé          |
| Egito                          | - Ismaily SC - Zamalek   |
| Eritreia                       | - Red Sea FC             |
| Etiópia                        | - Saint George SC        |
| Gana                           | - Hearts of Oak          |
| Gabão                          | - USM Libreville         |
| Gâmbia                         | - Wallidan FC            |
| Guiné                          | - Satellite FC           |
| Guiné Equatorial               | - Sony Elá Nguema        |
| Líbia                          | - Al-Ittihad             |
| Mauritânia                     | - FC Nouadhibou          |
| Ilhas Maurícias                | - AS Port Louis 2000     |
| Madagáscar                     | - AS ADEMA               |
| Marrocos                       | - Hassania Agadir        |
| Mali                           | - Stade Malien           |
| Moçambique                     | - Ferroviário Maputo     |
| Nigéria                        | - Enyimba                |
| Níger                          | - AS Niamey              |
| Quênia                         | - Nzoia Sugar            |
| República do Congo             | - AS Police              |
| República Democrática do Congo | - Saint Eloi Lupopo      |
| Ruanda                         | - Rayon Sports           |
| Reunião                        | - SS Saint-Louisienne    |
| Senegal                        | - Jeanne d'Arc           |
| Seicheles                      | - La Passe FC            |
| Sudão                          | - Al-Merrikh             |
| Tanzânia                       | - Simba SC               |
| Togo                           | - AS Douanes             |
| Tunísia                        | - Espérance              |
| Uganda                         | - Villa SC               |
| Zâmbia                         | - Zanaco FC              |
| Zimbabwe                       | - Highlanders FC         |

## Rodada Preliminar
| Equipe 1      | Total | Equipe 2            | 1.º jogo | 2.º jogo |
| ------------- | ----- | ------------------- | -------- | -------- |
| Wallidan      | 1–0   | Dragons             | 1–0      | 0–0      |
| FC Nouadhibou | 2–2   | AS Niamey (g.f)     | 2–1      | 0–1      |
| Elá Nguema    | 0–1   | Douanes             | 0–0      | 0–1      |
| Villa         | 4–2   | Muzinga             | 4–1      | 0–1      |
| Saint George  | 2–3   | Rayon Sport         | 1–3      | 1–0      |
| AS ADEMA      | 1–3   | SS Saint-Louisienne | 1–0      | 0–3      |
| Red Sea FC    | 2–2   | Nzoia Sugar (p)     | 2–0      | 0–2      |
| Simba         | 4–1   | Defence Force XI    | 1–0      | 3–1      |
| La Passe      | 1–2   | Port-Louis 2000     | 1–0      | 0–2      |

## Primeira Rodada
| Equipe 1            | Total | Equipe 2            | 1.º jogo | 2.º jogo |
| ------------------- | ----- | ------------------- | -------- | -------- |
| USM Alger           | 3–2   | Wallidan            | 2–0      | 1–2      |
| (g.f) Stade Malien  | 2–2   | Police              | 1–0      | 1–2      |
| Canon               | 5–4   | Al-Merrikh          | 5–0      | 0–4      |
| St. Eloi Lupopo     | 3–1   | Libreville          | 0–1      | 3–0      |
| Mimosas             | 5–2   | Niamey              | 3–0      | 2–2      |
| (p) Hassania Agadir | 0–0   | Al Ittihad          | 0–0      | 0–0      |
| Hearts of Oak       | 4–1   | Douanes             | 1–0      | 3–1      |
| ASA                 | 3–2   | Villa               | 1–2      | 2–0      |
| Jeanne d'Arc        | 2–1   | Faso-Yennenga       | 2–0      | 0–1      |
| Enyimba             | 8–2   | Sattelite           | 3–0      | 5–2      |
| Espérance           | 7–2   | Rayon Sport         | 5–0      | 2–2      |
| Highlanders         | 4–2   | SS Saint-Louisienne | 3–1      | 1–1      |
| Zamalek             | 7–1   | Nzoia Sugar         | 3–0      | 4–1      |
| Santos              | 0–0   | Simba (p)           | 0–0      | 0–0      |
| Ismaily             | 1–0   | Zanaco              | 1–0      | 0–0      |
| Ferroviário Maputo  | 2–2   | Port-Louis 2000 (p) | 2–0      | 0–2      |

## Segunda Rodada
| Equipe 1        | Total | Equipe 2      | 1.º jogo | 2.º jogo |
| --------------- | ----- | ------------- | -------- | -------- |
| Stade Malien    | 1–3   | USM Alger     | 1–1      | 0–2      |
| St.Eloi Lupopo  | 1–3   | Canon         | 0–0      | 1–3      |
| Hassania Agadir | 0–1   | Mimosas       | 0–0      | 0–1      |
| ASA             | 3–2   | Hearts of Oak | 3–0      | 0–2      |
| Enyimba         | 4–0   | Jeanne d'Arc  | 4–0      | 0–0      |
| Highlanders     | 1–7   | Espérance     | 1–1      | 0–6      |
| (p) Simba       | 1–1   | Zamalek       | 1–0      | 0–1      |
| Port-Louis 2000 | 0–7   | Ismaily       | 0–1      | 0–6      |

## Fase de Grupos
Grupo A
| Time    | J | V | E | D | GP | GC | SG | Pts |
| ------- | - | - | - | - | -- | -- | -- | --- |
| Enyimba | 6 | 4 | 0 | 2 | 14 | 11 | +3 | 12  |
| Ismaily | 6 | 3 | 2 | 1 | 13 | 7  | +6 | 11  |
| Simba   | 6 | 2 | 1 | 3 | 7  | 10 | −3 | 7   |
| Mimosas | 6 | 1 | 1 | 4 | 6  | 12 | −6 | 4   |

|         | EFC | ISC | SFC | ASE |
| ------- | --- | --- | --- | --- |
| Enyimba | —   | 4-2 | 3-0 | 3-1 |
| Ismaily | 6-1 | —   | 2-1 | 2-0 |
| Simba   | 2-1 | 0-0 | —   | 1-0 |
| Mimosas | 0-2 | 1-1 | 4-3 | —   |

Grupo B
| Time      | J | V | E | D | GP | GC | SG | Pts |
| --------- | - | - | - | - | -- | -- | -- | --- |
| Espérance | 6 | 4 | 2 | 0 | 7  | 2  | +5 | 14  |
| USM Alger | 6 | 3 | 0 | 3 | 7  | 4  | +3 | 9   |
| Canon     | 6 | 2 | 1 | 3 | 6  | 10 | −4 | 7   |
| ASA       | 6 | 1 | 1 | 4 | 3  | 7  | −4 | 4   |

|           | EST | USM | CSY | ASA |
| --------- | --- | --- | --- | --- |
| Espérance | —   | 2-0 | 2-1 | 1-0 |
| USM Alger | 0-1 | —   | 3-0 | 2-0 |
| Canon     | 1-1 | 0-2 | —   | 2-1 |
| ASA       | 0-0 | 1-0 | 1-2 | —   |

## Semi-finais
| Equipe 1  | Total | Equipe 2  | 1.º jogo | 2.º jogo |
| --------- | ----- | --------- | -------- | -------- |
| Ismaily   | 6–2   | Espérance | 3–1      | 3–1      |
| USM Alger | 2–3   | Enyimba   | 1–1      | 1–2      |

## Final
| Equipe 1 | Total | Equipe 2 | 1.º jogo | 2.º jogo |
| -------- | ----- | -------- | -------- | -------- |
| Enyimba  | 2–1   | Ismaily  | 2–0      | 0–1      |

## Campeão
| Liga dos Campeões da CAF 2003 campeão |
| ------------------------------------- |
| Nigéria                               |
| Enyimba Primeiro Titúlo               |